# Haspelmathturm

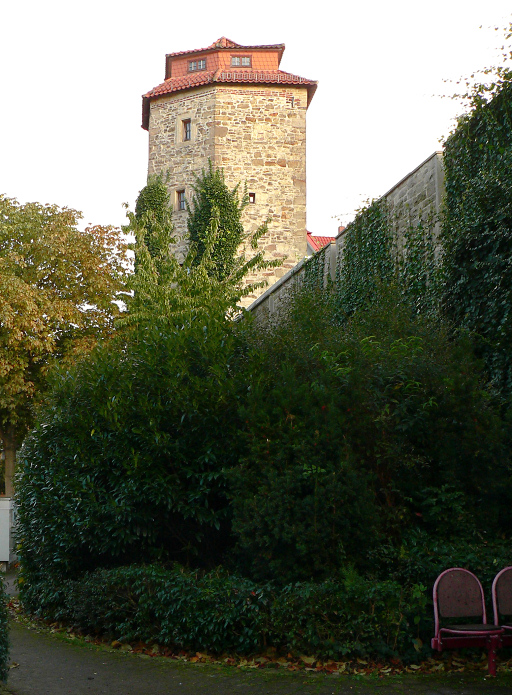
Haspelmathturm und rekonstruierter Stadtmauerrest

Der um 1450 errichtete Haspelmathturm in Hameln ist einer von ehemals 22 Türmen der mittelalterlichen Stadtbefestigung Hameln. Neben dem Pulverturm ist er der einzige erhaltene Turm. Die zwischen beiden Türmen bestehende Stadtmauer ist in den 1990er Jahren als Rekonstruktion wieder aufgebaut worden.
Der Haspelmathturm wurde nach dem Hamelner Bürger und Tierarzt Friedrich Haspelmath (1790–1856) benannt, der den Turm erwarb. Er ließ ihn herrichten und stellte darin seine auf Reisen in die Mittelmeerregion und den Orient zusammengetragenen Sammlungen aus. Der Haspelmathturm war das erste private Museum Hamelns.
Koordinaten: 52° 6′ 24,4″ N, 9° 21′ 27,3″ O